# HKL M100
 HKL M100 전동차는 헬싱키 메트로에 사용되는 차량이다. 차량 개발은 1974년부터 진행되었으며, 1977년부터 1984년까지 제작되었다.

## 제작
전장품은 스트룀버그에서 공급하였고, 차체 제작은 탐페레에 있는 발멧 공장에서 진행되었다. 차량이 제작된 1970년대에는 전자 공학의 급속한 발전으로 교류 유도 전동기가 개발되었다. 교류 유도 전동기는 헬싱키의 추운 날씨를 대응하기 유리했다. 헬싱키 메트로 역시 당초 계획보다 공사가 지연되면서 새로 공급되는 차량에 VVVF 제어 교류 유도 전동기를 장착할 시간이 생겼다. 이 차량은 세계 최초 VVVF 제어 및 유도 전동기를 장착한 차량이다. 객차와 대차 모두 알루미늄으로 제작되어 편성 중량을 줄였다. 알루미늄 대차는 이후 철제 대차로 변경되었다.
양산형 차량이 생산되기 전 1971-1972년에 기술 시험용으로 6량(M1-M6)을 생산하였다. 시험차는 사이리스터 초퍼 제어를 사용하였고, 완전 자동 운전을 계획하였다. 시제차의 전동기는 스트룀버그 GHCT/H 6424로 전동기 개당 85kW를 출력할 수 있다. 차량마다 서로 다른 내장재로 구성되어 양산형은 이 중 하나를 사용할 예정이었다. M1 차량은 1973년에 화재로 전소되었고, M2 차량은 동력부를 제거하고 터널 시험차로 개조되었다가 1987년 매각되었다. M3부터 M6까지는 1987년부터 1988년까지 매각되었다. M3 편성의 전두부 및 운전실은 로이후펠토 기지에 남아 있다.
기술 시험 이후, 양산형 차량은 1977년부터 1984년까지 생산되었다. 차량 성능 문제로 VVVF 제어를 도입하고, 구동부도 3상 교류 유도 전동기로 교체하였다. 당시 기술로 무인 운전이 어려웠기 때문에 시험차에서 개방된 운전실이 폐쇄되었다. 양산형 차량에서는 공기식 출입문이 전기식으로 바뀌었다. 1편성은 2량으로 고정되어 있으며 이론적으로 6중련까지 가능하지만 플랫폼 길이 때문에 실제로는 최대 3중련까지 가능하다.

## 개조
2004년부터 2009년까지 카자니 시 오탄매키에 있는 트랜스텍 공장에서 개조되었다. 승객 안내 시스템, 운전실 장비가 개선되었으며, 마지막 개조는 2009년 6월 22일 종료되었다. 완전 자동 운전 개조는 추후 이루어질 예정이다.

## 사진

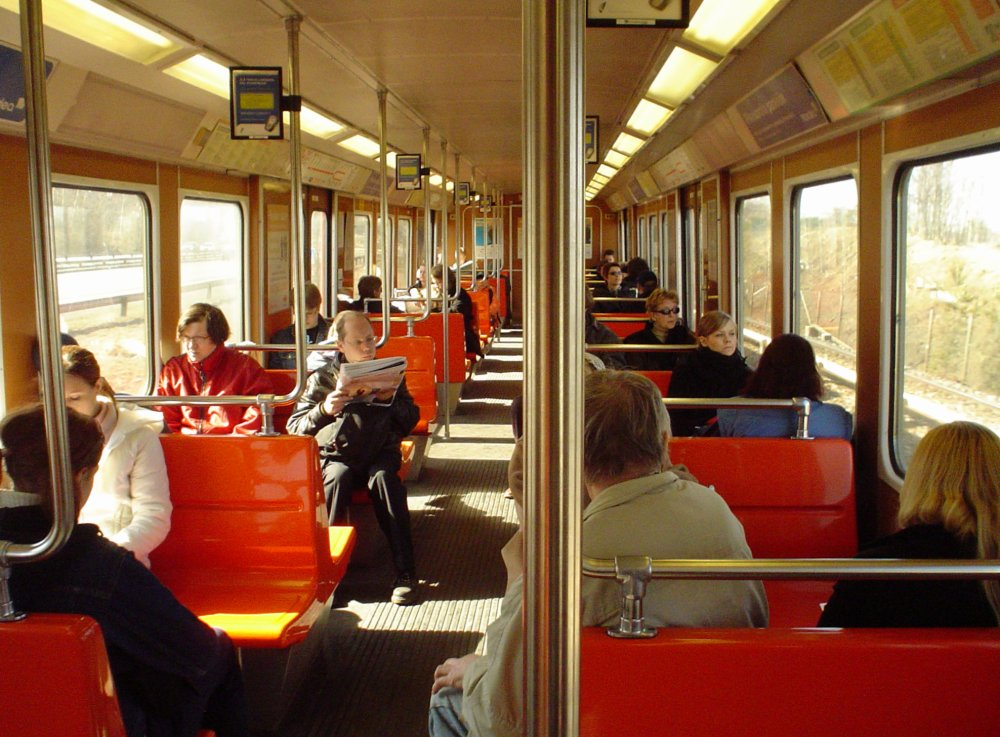
M100 차량 내부
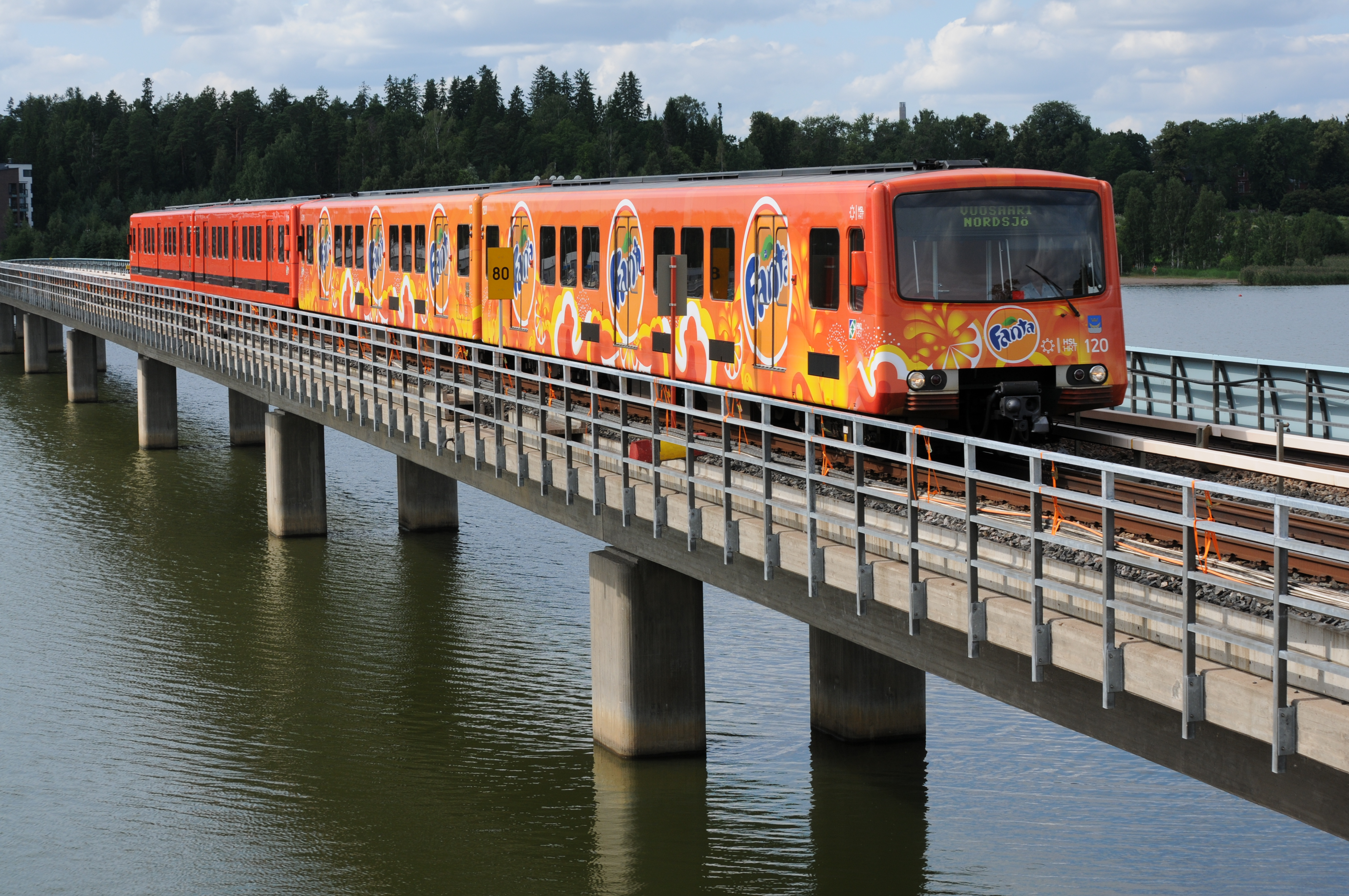
라스틸라 역과 푸오틸라 역 사이 다리를 건너는 M100

## 같이 보기
- HKL M200
- 헬싱키 메트로